# Nosotros los pobres
Nosotros los pobres es una película de drama y melodrama mexicana de 1948, dirigida y producida por Ismael Rodríguez Ruelas, y protagonizada por Pedro Infante, Evita Muñoz «Chachita», Carmen Montejo y  Blanca Estela Pavón. Esta película es la primera parte de una trilogía de películas centradas en el personaje de Pepe "El Toro", seguida por Ustedes los ricos (1948) y Pepe El Toro (1953).
Rodríguez representa en la película la realidad de un submundo compuesto por secuelas que integran el amor, la alegría y la desgracia de la pobreza en México, desventaja notable para muchos ciudadanos con respecto al resto de la sociedad.

## Argumento
Pepe el Toro, es un carpintero pobre que vive con su hija adoptiva Chachita en un barrio pobre de la Ciudad de México. Chachita le pide a Pepe que prometa no salir ni casarse con nadie, en honor a su querida madre. Pepe intenta cortejar a Celia, que vive cerca, sin que Chachita se entere, pero el abusivo padrastro de Celia, Don Pilar, desaprueba su romance e intenta impedirlo.
El Día de Muertos , Chachita y Celia van a visitar la tumba de la madre de Chachita en el cementerio, pero una mujer les revela que la tumba en realidad pertenece a su hija. Chachita, desconsolada, regresa a casa para confrontar a Pepe, pero él se niega a revelar dónde se encuentra la tumba de su madre. Chachita sale furiosa de la habitación y Celia intenta sacarle la verdad. Pepe le dice a Celia que no puede decirlo. Celia le dice que cree que lo que el pueblo ha estado diciendo sobre él debe ser cierto: que Pepe mató a la madre de Chachita. Chachita los ve besándose, lo que empeora la situación.
En el cumpleaños de Chachita, la gente del pueblo anima a Pepe a darle una serenata a Chachita por su cumpleaños, Pepe y los demás cantan Las Mañanitas y Chachita finalmente se asoma a la ventana, y todos entran a la casa de Pepe para celebrar. Celia intenta darle un regalo a Chachita, pero Chachita lo rechaza y sale. Celia intenta reconciliarse con Chachita, pero no sale bien. Pepe sale a hablar con los dos, pero ve a Yolanda, la madre de Chachita, esperando para hablar con él. Rápidamente lleva a Yolanda fuera de la vista donde ella le dice que se va, pero tanto Celia como Chachita ven a Pepe con Yolanda. Celia se pone extremadamente celosa y lo confronta, Chachita está molesta. Pepe envía a Chachita a casa e intenta hablar con Celia, luego finalmente acepta decirle la verdad, que Yolanda es de hecho su hermana, pero dice que si se lo dice se acabará entre ellos, rompiéndole el corazón.
En la fiesta, arrestan a los amigos de Pepe por robar la comida sin querer. Montes regresa y le da a Pepe $400 para que compre la leña para la mesa, y Pepe le da el dinero a Chachita para que lo esconda hasta que él regrese con la leña. Mientras Chachita esconde el dinero, Don Pilar la ve. Unos minutos después, Don Pilar entra y roba el dinero, pero la madre parapléjica de Pepe lo ve, él se da cuenta, pero la ignora.
Montes ve a Celia, se enamora perdidamente de ella y le ofrece un trabajo de secretaria. Intenta darle su tarjeta de presentación, pero ella se niega y la tira al suelo. Yolanda ve a Celia recogiendo la tarjeta, la rompe y le advierte que Montes no vale la pena.
Pepe empieza a trabajar para Doña Merenciana, una mujer adinerada, para ganar el dinero necesario para pagarle la mesa a Montes. Mientras tanto, una banda liderada por Ledo le ofrece trabajo ayudando en un robo en casa de Merenciana, pero él rechaza la oferta. Esa noche, Pepe encuentra el cadáver de Merenciana y lo culpan del asesinato. Montes logra enviarlo a la cárcel al no poder recuperar su dinero.
Durante unos días, Chachita y Celia intentan sin éxito visitar a Pepe en la cárcel, ya que este se mete en problemas constantemente con los demás reclusos. Celia decide romper con Pepe y quedarse con Montes para ganar dinero y sacar a Pepe de la cárcel. Después de que Montes y Celia tienen sexo, se siente culpable y huye para no volver a ver a Montes.
La mamá de Chachita y Pepe es expulsada de su casa y la carpintería es cerrada. Don Pilar y Celia los dejan quedarse en su casa. Sin embargo, Don Pilar se vuelve loco ya que comienza a sentirse culpable de sus acciones y golpea brutalmente a la madre de Pepe. En la cárcel, Pepe escucha que su mamá fue enviada al hospital y se escapa, mientras que en el hospital Chachita le ruega al doctor que atienda a su abuela, pero descubre que está atendiendo a una Yolanda moribunda, le ruega al Doctor que mate a Yolanda y salve a su abuela. Pepe llega y le dice a Chachita que Yolanda es su madre biológica, tanto Chachita como Yolanda rompen a llorar y se despiden. Pepe hace lo mismo con su mamá antes de entregarse a las autoridades.
De regreso en la cárcel, Pepe se encuentra con Ledo y su pandilla, logra llevarlos a una celda cerrada, donde Pepe logra derrotar a la pandilla y le saca el ojo a Ledo, luego lo obliga a confesar la verdad gritando "¡Pepe el Toro no es culpable!"
Unos meses después, Pepe se reencuentra con Chachita y Celia, casándose con esta última y con quién tuvo un hijo, Emilio Girón, apodado "El Torito". Van al cementerio a visitar las tumbas de la madre y la hermana de Pepe. Allí, Chachita se reencuentra con la mujer y le pregunta: "¿Te has vuelto a equivocar de tumba?". Chachita responde: "No, ahora tengo una tumba que llorar".

## Reparto
- Pedro Infante como Pepe "El Toro"
- Evita Muñoz como "Chachita"
- Carmen Montejo como Yolanda "La tísica" (hermana de Pepe)
- Blanca Estela Pavón como Celia "La Chorreada"
- Miguel Inclán como Don Pilar (padrastro de Celia)
- Rafael Alcayde como Licenciado Montes
- Katy Jurado como "La que se levanta tarde" (amiga de Celia)
- María Gentil Arcos como "La paralítica" (mamá de Pepe y Yolanda)
- Delia Magaña como "La Tostada"
- Amelia Wilhelmy como "La Guayaba"
- Pedro de Urdimalas como "Topillos" (amigo de Pepe)
- Ricardo Camacho como "Planillas" (amigo de Pepe)
- Jorge Arriaga como Ledo (asesino de la prestamista)
- Lucila Franco como Doña Merenciana "La Portera" (mamá de Celia)
- Jesús García como "El Camello"
- Roberto Ramírez Garza como "El Boticario"
- Abel Ascencio como "El Pinocho"
- Jaime Jiménez Pons como "El Güíjolo"
- Conchita Gentil Arcos como "La Prestamista"
- Julio Ahuet como "El Bravero" (preso que le quita la medalla a Pepe)
- Víctor Torres como Antonio Morales "Moralitos" (amigo de escuela de Pepe y "El Pinocho")
- Salvador Quiroz como Sacerdote
- Rodolfo Onetto como hombre en el hospital
- Trío Cantarrecio
- Socorro Avelar como dependienta de la tienda (hermana del «Güíjolo»; no acreditada)

## Recepción y legado
Este filme ocupa el lugar 27º dentro de la lista de las 100 mejores películas del cine mexicano, según la opinión de 25 críticos y especialistas del cine en México, publicada por la revista Somos en julio de 1994.

## Secuelas
Se hicieron dos películas más como continuación de la misma: Ustedes los ricos y Pepe El Toro. Originalmente esta última fue concebida como una película independiente de las anteriores, ya que en aquel momento era costumbre realizar películas con una sola secuela. Al integrarse a la línea de Pepe El Toro se hicieron ajustes en el argumento, ya que el tiempo de su producción Blanca Estela Pavón había ya fallecido en un accidente aéreo.

## Versión para la televisión
- En 1973 Nosotros los pobres fue llevada en formato de telenovela con el mismo título bajo la producción del mismo Ismael Rodríguez para Telesistema Mexicano (Televisa) con las actuaciones de Alberto Vázquez como Pepe "El Toro" y María Fernanda Ayensa como Chachita. Sin embargo esta versión tuvo poco éxito y no logró sobresalir.